# Катарина Радоњић
Катарина Радоњић (негде Катерина), рођена на Његушима, Црна Гора, око 1700. године. Сестра је гувернадура чувеног Станислава Радоњића и супруга мајора Стефана Шаровића. Била је прва црногорска списатељица, а њено дело је књига историје „Кратки опис о Зети и Црној Гори“ (САНУ, издавач и прерађивач за штампу Божидар Шекуларац).

## Писани трагови
- Зашто појава (штампање) књиге „Кратки опис о Зети и Црној Гори“, формално друге по реду црногорске историје, није пропраћено макар једним „подсећањем“ од стране неког историчара или хроничара (или било ког другог) да се то десило, кад већ ни издавач, ни било која научна институција у земљи нијесу организовале њену промоцију или какав округли сто њој посвећен? Зашто се ни код једног црногорског ствараоца није појавила идеја да о Катерини Радоњић, ауторки овог списа, проговори неким сећањем макар на нивоу оних посвећених потоњим црногорским принцезама, пита се аутор књиге „Све дође на виђело“, Радован Радоњић?
- Игнорисање „Кратког описа о Зети и Црној Гори“ од стране црногорске историографије не може се објаснити ни евентуалним сумњама у његову аутентичност, у смислу да он уопште није настао у Црној Гори већ је написан ван ње, с већ поменутим дијаболичним циљем. Ово из простог разлога што је довољно „завирити“ у свјежњеве необрађених (а вјероватно многим историчарима и непознатих) списа из породичних архива његушких гувернадура, што готово незаштићени труле по цетињским музејским депоима, и сравњивањем садржаја на тамо похрањеним страницама и страница „Кратког описа о Зети и Црној Гори“ - реши проблем. Кад би се тако поступило, тешко да би неко могао имати и најмању резерву у основаност исказа Божидара Шекуларца, који гласи: „Потпуно сам сигуран да је „Кратки опис о Зети и Црној Гори“ писала Катерина Радоњић. Наравно, Јован Радоњић својим знањем, ауторитетом и познавањем чињеница стоји иза историје“.
- Једнако би тешко било не примјетити како између исказа аутора „Кратког описа о Зети и Црној Гори“, да је све што је могао наћи, у изворницима који се сада у правим оригиналима у Цетињском манастиру још неоштећени чувају“ преписао, с оригинала од ријечи до ријечи, тачно како тамо пише, не примјењујући ни садашњи стил“, и „информација“ што се могу прочитати из садржаја исписаних на страницама докумената сачуваних у поменутим породичним архивама гувернадура Радоњића - нема разлика.
- Следеће, реално стоји и оцена Божидара Шекуларца, приређивача за штампу „Кратког описа о Зети и Црној Гори“, да му је списатељски ниво знатно изнад сличних дјела оног времена, барем по две (врло важне) ствари: по критичком приступу свом предмету и по „методичности“, будући да се његов аутор служи научном апаратуром.
- Црногорска историографија никако себи не сме „дозволити могућност“ да у кући „интелектуално инфериорних“ гувернадура читавих сто година приује него у „светородној“ породици постоји писмена жена, па још толико самоувјерена и храбра да у својој књизи, или макар у својим писмима, критикује митрополите и њихову политику - нису могли. Другим речима, признати да су тамо неки гувернадури, или чак нека њихова „одива“, могли да ураде нешто што није пошло за руком ниједном европском владару XVIII века - да напишу књигу попут Василијеве "Историје о Црној Гори“ - а камоли да то још буде и књига у којој се митрополитски погледи и схватања оцјењују као прилично некореспондентни са принципима и захтевима европске модерне, било би не само нечувено, него и недозвољиво. Јер, за име бога, да је породица којој припадају митрополити била само „књижевна династија“ њена „величина“ је тако и толико неспорна, да сваки покушај да се с њеним члановима о нечему полемише не надилази ниво јереси. Да се и не говори о томе какве би проблеме таква прича донела историчарима који би се прихватили посла да, рецимо, у неком будућем историјском лексикону одреде обим одреднице намијењене Црногорки познатој по томе што средином друге половине 18. века прилично сигурно и упућено расправља о темама политичке и државно-правне нарави, које су и смислом и садржајем на нивоу тадашњих европских домета у тој области, а у нечему можда чак и изнад њих у односу на простор посвећен чланицама династије чији је лексикографски рејтинг три пута већи од оног што се признаје гувернадуру који се више од тридесет година налазио на челу онога што се у Црној Гори његовог доба сматра политичком влашћу. Једнако „непримјерено“ размишљати и о томе какву би тек гужву у црногорским присећањима на прошлост изазвала нечија идеја да се тој „непоменици“ за памћење - ода нека почаст.
- „Вијести“ пишу: „И мање школовани свакако знају за гувернадура У Црној Гори Јована Радоњића, али и неоправдано недовољно запамћену Катарину Радоњић, аутора књиге „Кратки опис о Зети и Црној Гори“ из 1774. године..."